# Joan Jara

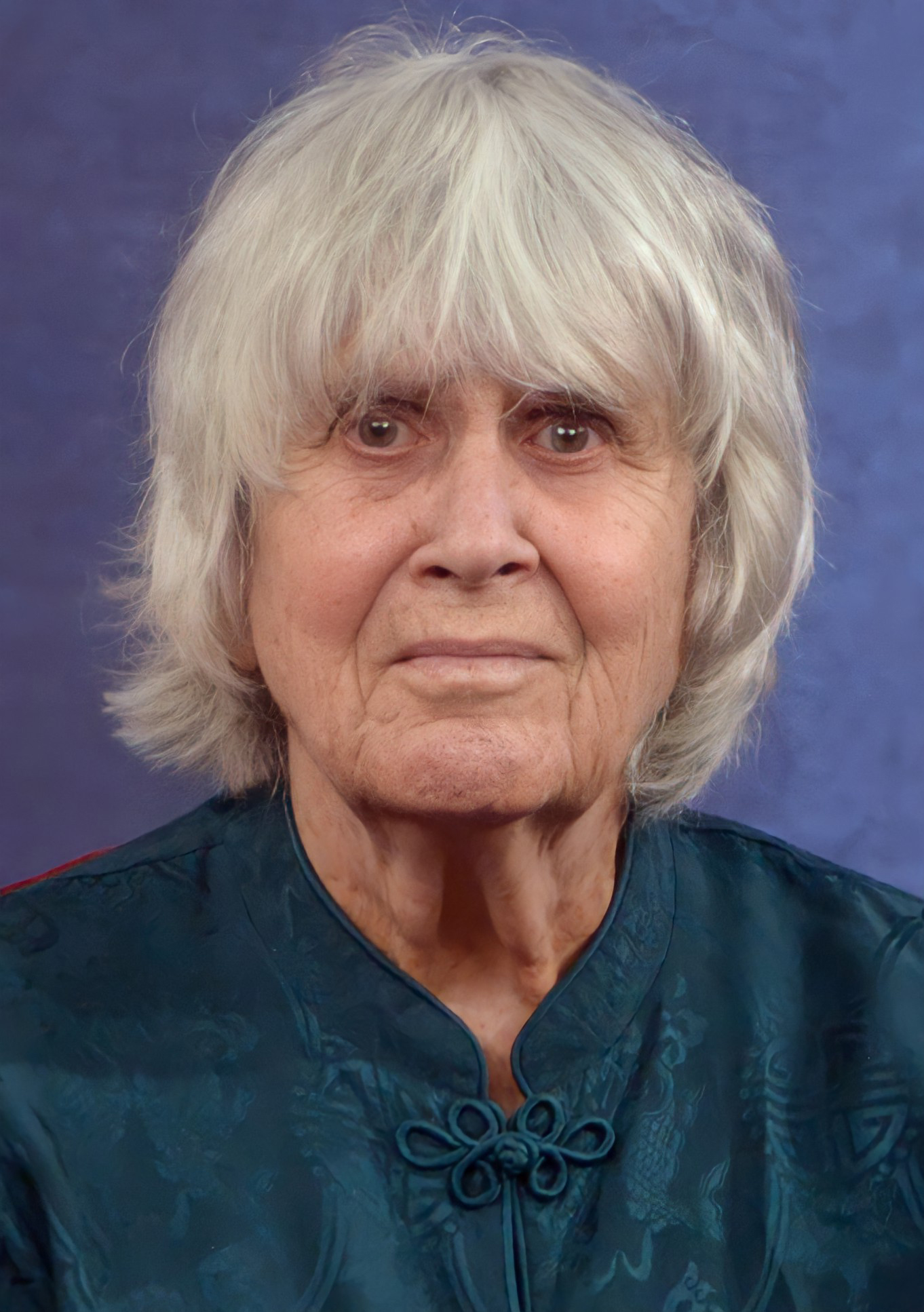
Joan Jara (2016)

Joan Jara (auch Joan Jara Turner und Joan Alison Turner Roberts, geborene Joan Alison Turner; * 20. Juli 1927 in London; † 12. November 2023 in Santiago de Chile) war eine britisch-chilenische Tänzerin und Aktivistin. Sie wurde bekannt als Witwe des ermordeten chilenischen Dichters, Liedermachers und Theaterregisseurs Víctor Jara. Nach dessen Tod führte sie sein ideelles Erbe fort und engagierte sich für die Bestrafung seiner Mörder.

## Frühe Karriere
1947 trat sie in die Tanzschule von Sigurd Leeder ein. Im Januar 1951 wurde sie von Kurt Jooss als Tänzerin in dessen Kompanie engagiert. Mit diesem Ensemble hatte sie Auftritte in ganz Großbritannien sowie in Irland,  Westdeutschland, Belgien, den Niederlanden und der Schweiz. Sie lernte den chilenischen Choreographen und Tänzer Patricio Bunster kennen und heiratete ihn im Oktober 1953. Im März 1954 reiste Patricio Bunster nach Chile. Sie folgte ihm vier Monate später. Noch während der Schwangerschaft mit ihrer Tochter Manuela (* 1960) ließ sie sich von ihm scheiden, blieb jedoch in Chile, trat in das Ensemble des chilenischen Nationalballetts ein und unterrichtete Tanz an der Universidad de Chile.

## Ehe mit Victor Jara und dessen Ermordung
In einem ihrer Kurse an der Universität lernte sie Víctor Jara kennen. 1960 heiratete sie ihn. Victor Jara stand damals am Beginn einer Karriere als Musiker, Sänger und Politaktivist. Er wurde zu einem wichtigen Vertreter der Nueva canción, der politisch engagierten Folk-Musik Lateinamerikas. Das Haus der Jaras wurde zu einem Zentrum dieser Bewegung. Gemeinsam mit Víctor Jara hatte sie eine zweite Tochter, Amanda.
Am Morgen des Staatsstreichs in Chile am 11. September 1973 wurde Víctor Jara verhaftet, ins Stadion verschleppt und dort wie zahlreiche andere Opfer gefoltert und ermordet. Joan bemühte sich vergeblich bei der geschlossenen britischen Botschaft um Hilfe. Vor seinem Tod gelang es ihm, eine Botschaft an sie herauszuschmuggeln, in der er schrieb, wo sich ihr Auto befand, und dass er sie liebe. Fünf Tage später identifizierte sie seinen Körper im Leichenschauhaus, gezeichnet von Folter und getroffen von 44 Schüssen. Sie selbst war ebenfalls bedroht von den Schergen der Diktatur. Unter dem Schutz der britischen Botschaft konnte sie zusammen mit den beiden Töchtern ins Vereinigte Königreich ausreisen.

## Nach dem Putsch
Nach ihrer Flucht engagierte sie sich als Aktivistin für Menschenrechte, widmete sich dem musikalischen Erbe ihres Mannes und setzte sich für die Bestrafung seiner Mörder ein. Solange in Chile die Militärdiktatur herrschte, war Letzteres jedoch ein aussichtsloses Unterfangen. 1983 veröffentlichte sie ihre Hommage an den ermordeten Mann,  das Buch Víctor Jara : un canto truncado. 1984, noch unter der Herrschaft der Diktatur, kehrte sie nach Chile zurück. Gemeinsam mit ihrem Ex-Mann Patricio Bunster gründete sie die Tanzschule Danza Espiral, die in den 1980er Jahren eine Vielzahl der in Chile ausgebildeten Tänzerinnen und Tänzer durchliefen. 1993 gründete sie die Fundación Víctor Jara mit dem Ziel, dessen künstlerisches Erbe fortzuführen. Die Stiftung wird mittlerweile von ihrer Tochter Manuela geleitet.
Nach der Verhaftung des Ex-Diktators Augusto Pinochet 1999  in London verstärkte Joan Jara ihre Bemühungen um Aufklärung des Verbrechens an ihrem Mann. Aufgrund von Zeugenaussagen konnte schließlich Pedro Barrientos Núñez, zum Zeitpunkt der Tat Leutnant in der chilenischen Armee, als Mörder identifiziert werden. Im Dezember 2012 wurde Barrientos Núñez, der mittlerweile in den USA lebte, dort zivilrechtlich verklagt und 2016 zur Zahlung von 28 Millionen US-Dollar an die Angehörigen von Víctor Jara verurteilt. Im Oktober 2023 erlebte Joan Jara noch, wie Barrientos Núñez in den USA zur Auslieferung an Chile verhaftet wurde. Sie starb zwei Wochen vor der Auslieferung von Pedro Barrientos nach Chile.

## Auszeichnungen
2009 wurde Joan Jara die chilenische Staatsbürgerschaft ehrenhalber verliehen. 2021 wurde sie mit chilenischen Premio Nacional de Artes de la Representación y Audiovisuales ausgezeichnet.

## Veröffentlichungen
- Joan Jara: Víctor Jara : un canto truncado. Argos Vergara, Barcelona 1983, ISBN 978-84-7178-630-2 (spanisch).